# International Federation of Freight Forwarders Associations
Den Internationale Føderation af Speditørforeninger (eller FIATA, fransk: Fédération Internationale des Associations de Transitaires et Assimilés) er en ikke-statslig organisation , der repræsenterer 40.000 indenfor spedition og logistikvirksomheder, som beskæftiger 8 til 10 millioner mennesker i 150 lande.

## Historie og organisation
FIATA blev grundlagt i Wien, Østrig, den 31. maj 1926.

## Dokumenter
FIATA har skabt flere dokumenter og formularer til at etablere en fælles standard for brug af speditører i hele verden. De dokumenter, der er lette at skelne, som hver har en karakteristisk farve og bærer FIATA's logo.

## Hovedsæde
Organisationen har hovedsæde i Glattbrugg, Schweiz.